# Breakaway
Breakaway er titlen på Kelly Clarksons andet album. Det blev udgivet den 30. november 2004.

## Sange
1. "Breakaway" – 3:57
2. "Since U Been Gone" – 3:08
3. "Behind These Hazel Eyes" – 3:18
4. "Because of You" – 3:39
5. "Gone" – 3:27
6. "Addicted" – 3:57
7. "Where Is Your Heart" – 4:39
8. "Walk Away" – 3:08
9. "You Found Me" – 3:39
10. "I Hate Myself for Losing You" – 3:20
11. "Hear Me" – 3:56
12. "Beautiful Disaster" (live) – 4:34